# Vickers A1E1 Independent
El A1E1 Independent fue un tanque pesado multi-torreta británico diseñado por la empresa de armamento Vickers en el período de entreguerras. A pesar de que solo alcanzó la fase de prototipo, influenció en el diseño de varios modelos posteriores.
El diseño del A1E1 tuvo una gran influencia en los soviéticos T-100, T-28 y el T-35 que estaba sumamente basado en sus planos y distribución. También el Neubaufahrzeug alemán, así como más tarde en los Medium Mk III , Cruiser Mk I y Cruiser Mk III  británicos y los Tipo 91 y Tipo 95 japoneses.

## Historia
La War Office emitió en 1922 una especificación para un prototipo de tanque pesado. Se solicitaba un tanque con una baja silueta, un motor montado en la parte trasera y la capacidad de cruzar una zanja de 2,8 m de ancho; debía estar armado con un cañón de tres libras instalado en una torreta y dos ametralladoras colocadas en barbetas laterales; se pedía esencialmente, una versión actualizada del tanque Mark V de la Primera Guerra Mundial.
La idea provenía del equipo responsable de los primeros tanques en el Reino Unido y, en particular de Sir Winston Churchill, Lord del Almirantazgo; esta misma idea también fue compartida por parte francesa por el Subsecretario de Artillería, general Léon Augustin Mourret que a pesar de la inicial oposición del también general Jean Baptiste Estienne, creador  del arma acorazada francesa, consiguió la construcción del tanque superpesado Char 2C en servicio desde 1921.
La firma Vickers presentó en 1923 un diseño alternativo al solicitado con una torreta hemisférica para el cañón de tres libras, rodeado por cuatro torretas más pequeñas, cada una de las cuales estaba equipada con una ametralladora y ambos proyectos fueron presentados al War Office a principios de 1923, siendo adoptado el segundo proyecto en septiembre de 1926. 
El responsable del diseño fue la empresa Vickers, pero el proyecto fue dirigido por el co-inventor del primer tanque británico (tanque Little Willie ), el ingeniero mecánico Walter Gordon Wilson .

## Diseño
El Independent era un diseño multi-torreta, con una torreta central armada con el cañón QF de 3 libras, variante del Vickers QF de 3 libras (47 mm) y cuatro torretas subsidiarias armadas con una ametralladora Vickers de 7,70 mm cada una. Las torretas subsidiarias iban montadas en parejas, dos al frente y dos detrás de la torreta principal (casi a la mitad del casco). La ametralladora de la torreta posterior izquierda era capaz de elevarse para defenderse de aviones. El tanque fue diseñado para tener una pesada potencia de fuego, ser capaz de autodefenderse y superar a las armas enemigas. La tripulación estaba compuesta por ocho hombres, el conductor, 4 ametralladoristas más el comandante, el artillero y el cargador en la torreta central de tres hombres; el comandante se comunicaba con sus tripulantes a través de un sistema de intercomunicadores.
Estaba propulsado por un motor de gasolina Armstrong Siddeley V12 de una potencia de 370 hp (280 kW), y contaba con una transmisión de cuatro velocidades hacia adelante y una hacia atrás. Una innovación adaptada a su peso fue el nuevo sistema de frenado hidráulico. La dirección era bastante avanzada, usaba una caja de engranajes Winterthur de producción suiza; esta tenía un sincronizador accionado por aceite que no necesitaba embrague y conducía dos engranajes epicicloidales compuestos dentro de las ruedas dentadas de la oruga. Los engranajes eran operados hidráulicamente y servoasistidos; para los giros de gran radio se usaba el volante, mientras que los virajes cerrados se realizaban con un embrague accionado por palanca y un mecanismo de freno. El blindaje alrededor del compartimiento de la tripulación tenía un espesor de 28 mm y variaba entre 13 mm y 8 mm en otros lugares. A pesar del peso que tenía que soportar, el A1E1 podía alcanzar una razonable velocidad máxima de 32 km/h.

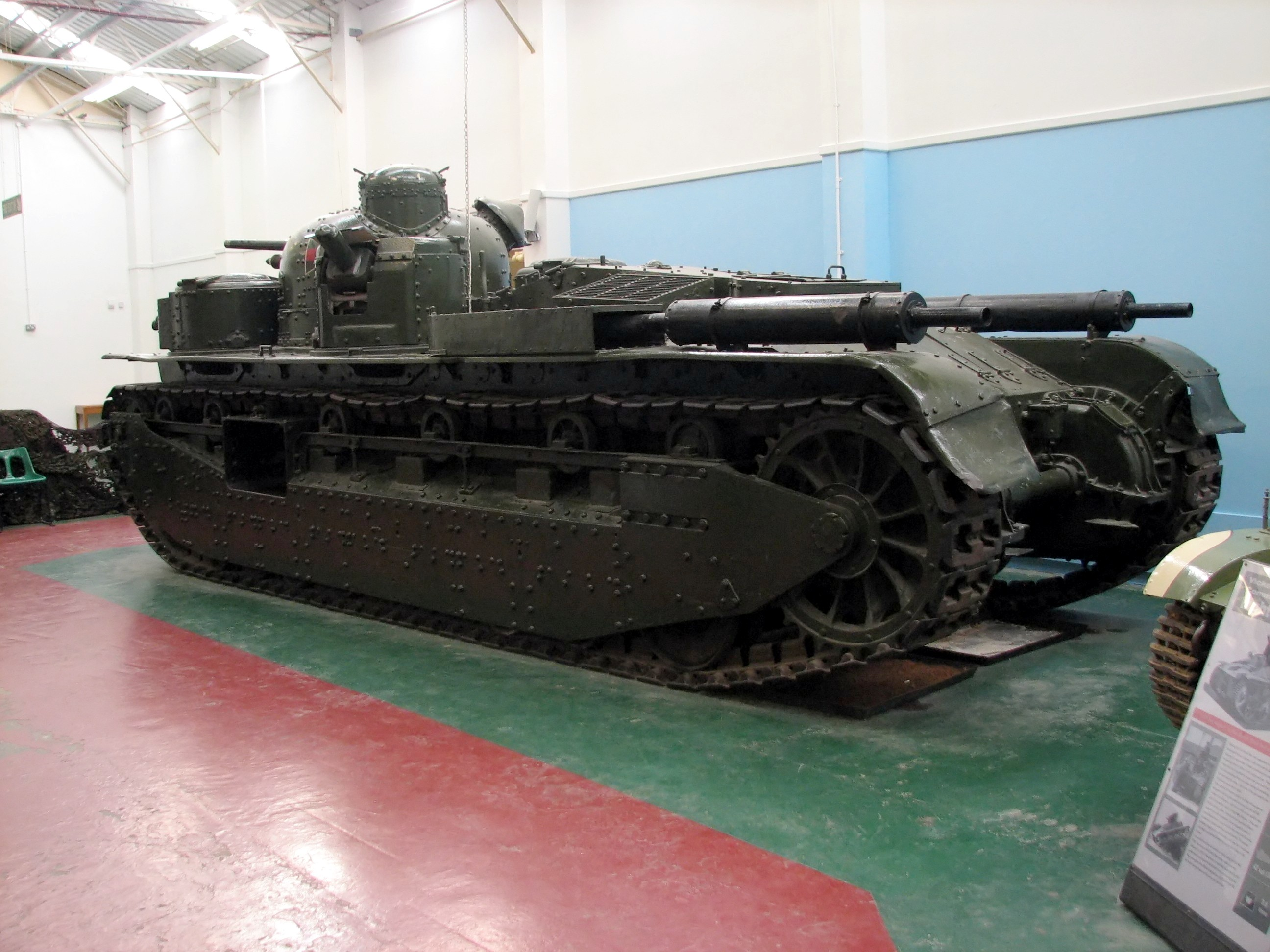
El A1E1 en Bovington.

El prototipo se entregó en octubre de 1926 y el nuevo tanque participó en una demostración durante una conferencia de los primeros ministros de los Dominios británicos en noviembre de 1926. Después de extensas pruebas, se encontraron numerosos fallos menores, por lo que se sustituyeron los rodillos de retorno y las zapatas de los frenos. En 1928 tuvo dificultades con la transmisión y W.G. Wilson revisó el diseño y siguiendo su consejo, la transmisión fue reconstruida. Estos cambios y otros aumentaron el peso a 31,5 toneladas. El excesivo consumo de aceite del motor nunca se resolvió y, después de mucho trabajo de desarrollo, fue empleado en experimentos hasta 1935, cuando fue retirado de servicio debido al desgaste. Hoy en día el Independent está expuesto en el Museo de tanques de Bovington.
El diseño fue objeto de espionaje industrial y político, con sus planos llegando a la Unión Soviética a través de los alemanes, donde pueden haber influenciado el diseño de los tanques T-28 y T-35 y los prototipos T-100 y SMK. El oficial británico Norman Baillie-Stewart fue sentenciado por una corte marcial en 1933 a 5 años de prisión, por proporcionar los planos del Independent (entre otros secretos militares) a un contacto alemán.